# Jimmy Kastrup
Jimmy Kastrup (født 10. december 1966) er en tidligere dansk superligaspiller, der fra 1. januar 2014 er cheftræner i SC Egedal. Han er tvillingebror til Kenneth Kastrup.

## Klubber som spiller
- 1985--1990 : Køge Boldklub
- 1991-1992 : Skovshoved IF
- 1992--1999 : Herfølge Boldklub
- 1999--2003 : Køge Boldklub

## Klubber som træner
- 2003-2008: Diverse ynglinge- og reservehold i Køge Boldklub
- 2008-2009: Cheftræner i Køge Boldklub
- 2010-2013: Cheftræner i Ringsted IF
- 2013-2013: Assistenttræner i BK Frem
- 2014-2014 : Cheftræner i SC Egedal